# Cabanac e Casaus
Cabanac e Casaus(en francès Cabanac-Cazaux) és un municipi occità de la Gascunya, en el Comenge, situat en el departament de l'Alta Garona, a la regió d'Occitània.